# Библиотека JavaScript
Библиотека JavaScript — сборник классов и/или функций на языке JavaScript.
Язык JavaScript, изначально разработанный Netscape (а затем развиваемый Mozilla), долгое время использовался в сети на многих сайтах, но широкую популярность получил с приходом Веб 2.0 — периода развития компьютерных систем, в котором JavaScript стал активно использоваться в разработке пользовательских интерфейсов как веб-приложений, так и настольных приложений. JavaScript в связке с CSS используется для создания динамических сайтов, более доступных, чем основанные на Flash альтернативы.
С увеличением популярности JavaScript, простота создания динамических элементов пользовательского интерфейса стала играть ключевую роль в веб-разработке. Этим обусловлен лавинообразный характер появления различных библиотек JavaScript, таких как Ext и Dojo. С другой стороны, одним из последствий войны браузеров стала разница в реализации объектной модели документа и это обусловило необходимость затрачивать дополнительные усилия для реализации корректной работы различных браузеров. Данное обстоятельство обусловило появление библиотек JavaScript, предоставляющих кросс-браузерный интерфейс к методам DOM, таких как Prototype, script.aculo.us или jQuery.
Удобство использования библиотек JavaScript привело к тому, что Microsoft, Yahoo! и другие крупные ИТ-компании разрабатывают свои собственные основанные на JavaScript библиотеки элементов пользовательского интерфейса, встраиваемые в веб-приложения, разрабатываемые этими компаниями.
Практически все библиотеки JavaScript выпускаются под лицензиями копицентр и копилефт, чтобы обеспечить свободную от лицензионных отчислений разработку, использование и модификацию.
Более того, некоторые библиотеки JavaScript позволяют упростить взаимодействие JavaScript с другими языками, такими как CSS, PHP, Ruby и Java. Это позволяет упростить запуск приложений JavaScript с приложениями, написанными на других языках программирования.